# 2014-es FIFA-klubvilágbajnokság-döntő
A 2014-es FIFA-klubvilágbajnokság-döntőjét december 20-án a játszotta a 2013–2014-es UEFA-bajnokok ligája győztese, a spanyol Real Madrid és a 2014-es Copa Libertadores győztese, a San Lorenzo. A helyszín a marrákesi Stade de Marrakech stadion. A mérkőzést a Real Madrid nyerte 2–0-ra.

## A mérkőzés
| 2014. december 20. 19:30 |

| Real Madrid        | 2–0               | San Lorenzo |
| ------------------ | ----------------- | ----------- |
| Ramos 37' Bale 51' | (1–0) Jegyzőkönyv |             |

| Stade de Marrakech, Marrákes Nézőszám: 38 345 Játékvezető: Walter López (guatemalai) |

| Real Madrid | San Lorenzo |

| GK              | 1  | Iker Casillas (csk) |     |     |
| RB              | 15 | Dani Carvajal       | 30' | 73' |
| CB              | 4  | Sergio Ramos        | 22' | 89' |
| CB              | 3  | Pepe                |     |     |
| LB              | 12 | Marcelo             |     | 44' |
| CM              | 23 | Isco                |     |     |
| CM              | 8  | Toni Kroos          |     |     |
| RM              | 11 | Gareth Bale         |     |     |
| LM              | 10 | James Rodríguez     |     |     |
| FW              | 7  | Cristiano Ronaldo   |     |     |
| FW              | 9  | Karim Benzema       |     |     |
| Cserék:         |    |                     |     |     |
| GK              | 13 | Keylor Navas        |     |     |
| GK              | 25 | Fernando Pacheco    |     |     |
| DF              | 2  | Raphaël Varane      |     | 89' |
| DF              | 5  | Fábio Coentrão      |     | 44' |
| MF              | 6  | Sami Khedira        |     |     |
| FW              | 14 | Javier Hernández    |     |     |
| DF              | 17 | Álvaro Arbeloa      |     | 73' |
| DF              | 18 | Nacho               |     |     |
| FW              | 20 | Jesé                |     |     |
| MF              | 24 | Asier Illarramendi  |     |     |
| MF              | 26 | Álvaro Medrán       |     |     |
| Vezetőedző:     |    |                     |     |     |
| Carlo Ancelotti |    |                     |     |     |

| GK            | 12 | Sebastián Torrico  |     |     |
| RB            | 7  | Julio Buffarini    | 55' |     |
| CB            | 14 | Walter Kannemann   | 85' |     |
| CB            | 3  | Mario Yepes        |     | 61' |
| LB            | 21 | Emmanuel Más       |     |     |
| DM            | 20 | Néstor Ortigoza    | 12' |     |
| DM            | 5  | Juan Mercier (csk) |     |     |
| CM            | 8  | Enzo Kalinski      |     |     |
| RM            | 30 | Gonzalo Verón      |     | 57' |
| LM            | 11 | Pablo Barrientos   | 16' |     |
| CF            | 9  | Martín Cauteruccio |     | 68' |
| Cserék:       |    |                    |     |     |
| GK            | 1  | Leo Franco         |     |     |
| GK            | 33 | José Devecchi      |     |     |
| DF            | 2  | Mauro Cetto        |     | 61' |
| MF            | 10 | Leandro Romagnoli  |     | 57' |
| DF            | 13 | Ramiro Arias       |     |     |
| FW            | 15 | Héctor Villalba    |     |     |
| FW            | 22 | Nicolás Blandi     |     |     |
| MF            | 24 | Juan Cavallaro     |     |     |
| FW            | 26 | Mauro Matos        |     | 68' |
| DF            | 27 | Matías Catalán     |     |     |
| DF            | 29 | Fabricio Fontanini |     |     |
| MF            | 31 | Facundo Quignon    |     |     |
| Vezetőedző:   |    |                    |     |     |
| Edgardo Bauza |    |                    |     |     |

| A mérkőzés játékosa: Sergio Ramos (Real Madrid) Asszisztensek: Leonel Leal (Costa Rica-i) Gerson López (guatemalai) Negyedik játékvezető: Noumandiez Doué (elefántcsontparti) Ötödik játékvezető: Songuifolo Yéo (elefántcsontparti) | Szabályok - 90 perc. - 30 perc hosszabbítás, ha szükséges. - Büntetőpárbaj ha szükséges. - 12 megnevezett cserejátékos. - Maximum 3 csere. |